# مجموعة مجرات هيكسون

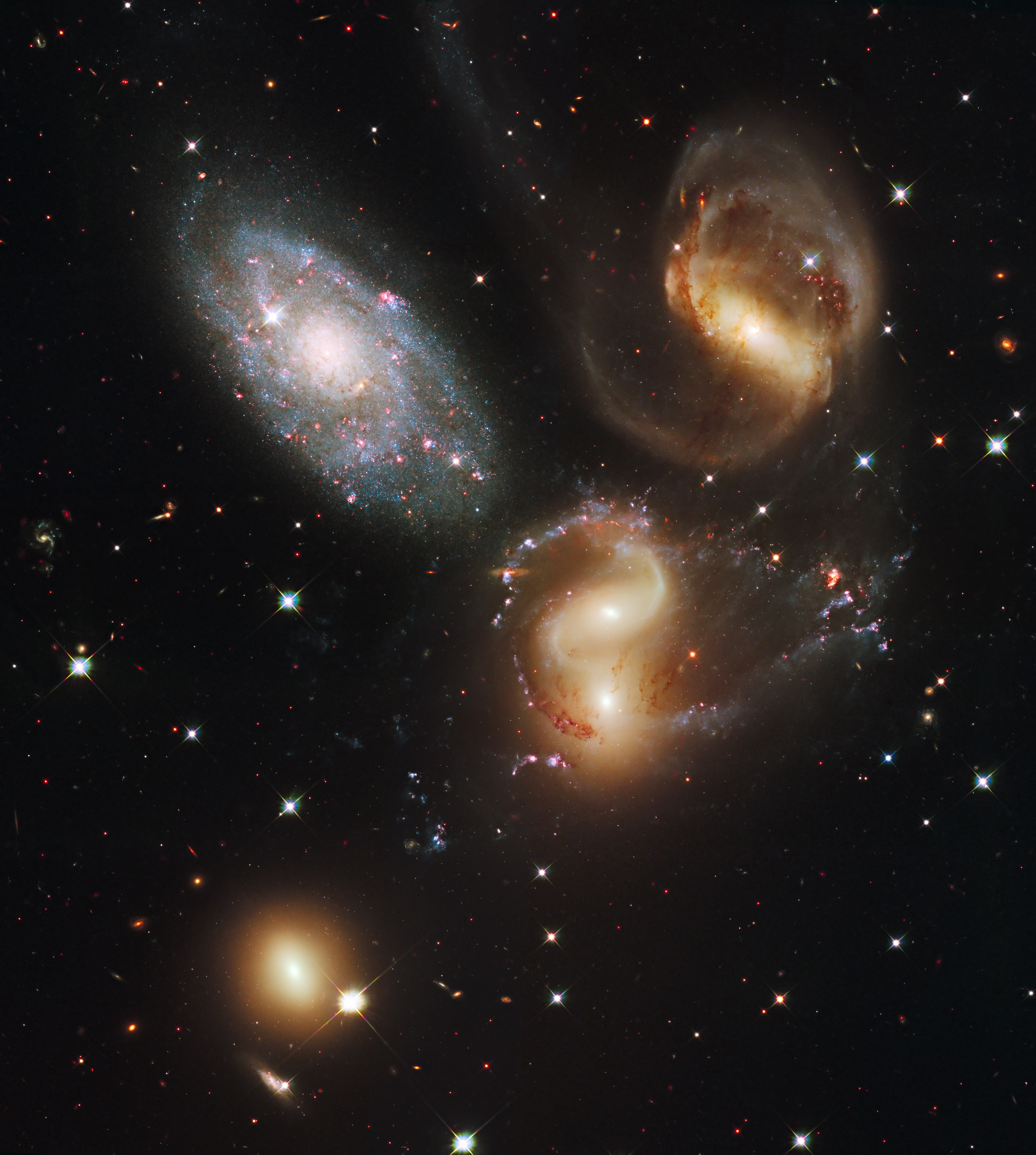
خماسية ستيفان رقم HCG 92 بواسطة تلسكوب هابل

مجموعة مجرات هيكسون في الفلك (بالإنجليزية:Hickson Compact Group واختصارها HCG) هي تسمية ليست لمجموعة واحدة من تجمعات مجرية وإنما هي تسمية لمجموعات مجرات طبقا لقائمة قام بنشرها باول هيكسون عام 1982 سجل فيها عددا كبيرا منها، وتتميز بالتسمية HCG .

من أشهر تجمعات هيكسون التي تضم 100 تجمع مجري التجمع رقم HCG 92 وهو خماسية ستيفان.
وطبقا لما يقوله هيكسون: " معظم التجمعات المجرية تحوي على نسبة عالية من المجرات الغريبة الشكل وغريبة الحركة، كما تصدر أشعة نووية وأشعة تحت الحمراء وتحدث فيها انفجارات للنجوم وبعضها يحوي حوصلة مجرة نشطة . وتحتوي تلك المجموعات من المجرات على غاز وتؤثر عليها مادة مظلمة. وهي تتكون في أغلب الأحيان من أنظمة أصغر ترتبط فيما بينها بالجاذبية والتي تتحكم أيضا في حركتها .
تفاعلات الجاذبية القوية المتبادلة بين تلك المجرات تعمل على اندماجها مع بعضها بحيث تنتهي تلك العمليات بالالتحام في هيكل واحد . ويوجد الكثير من تلك التجمعات المجرية مما يثير الدهشة، وربما تلعب دورا هاما في تطور المجرات."
”

## صور لتجمعات مجرية

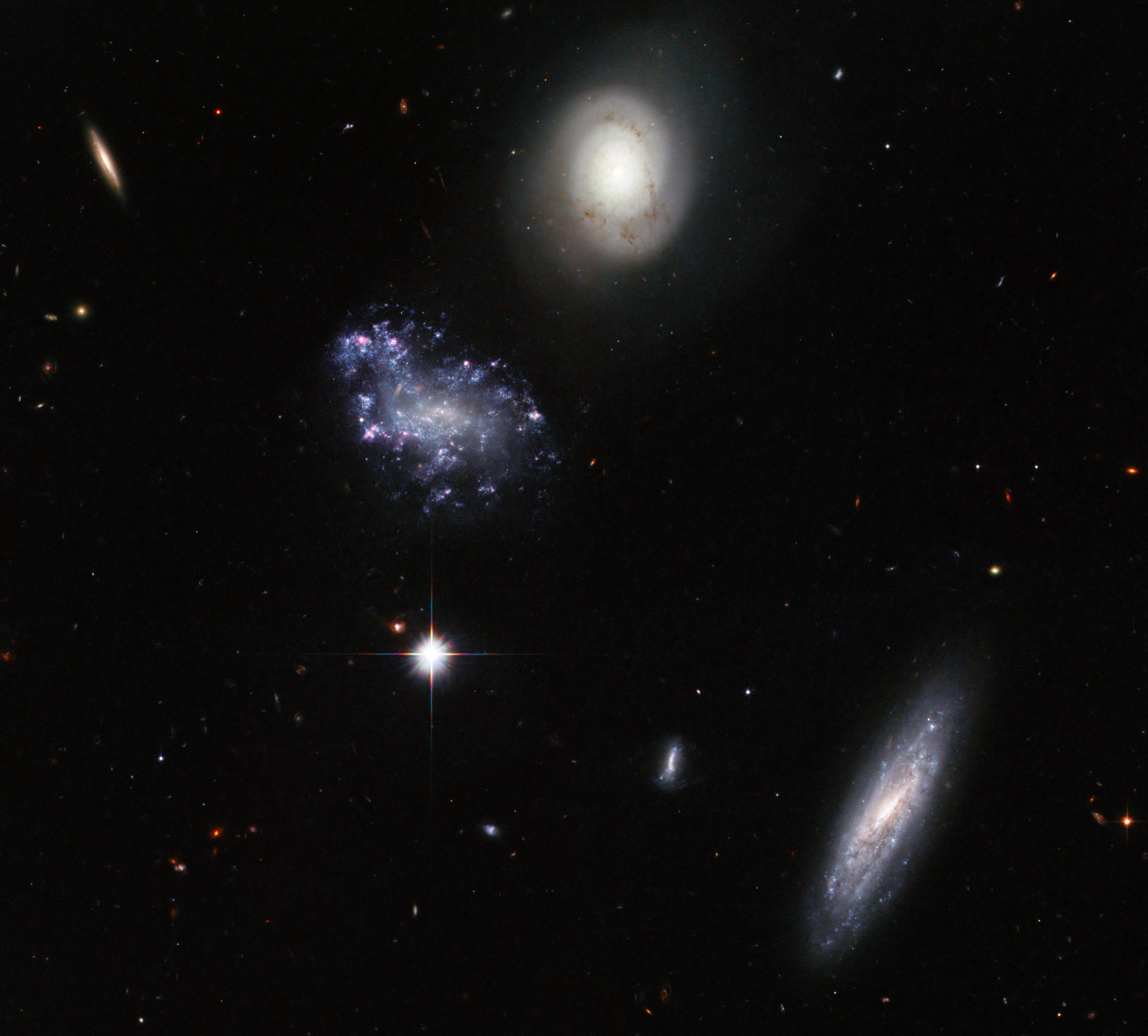
HCG 59 تلسكوب هابل الفضائي.
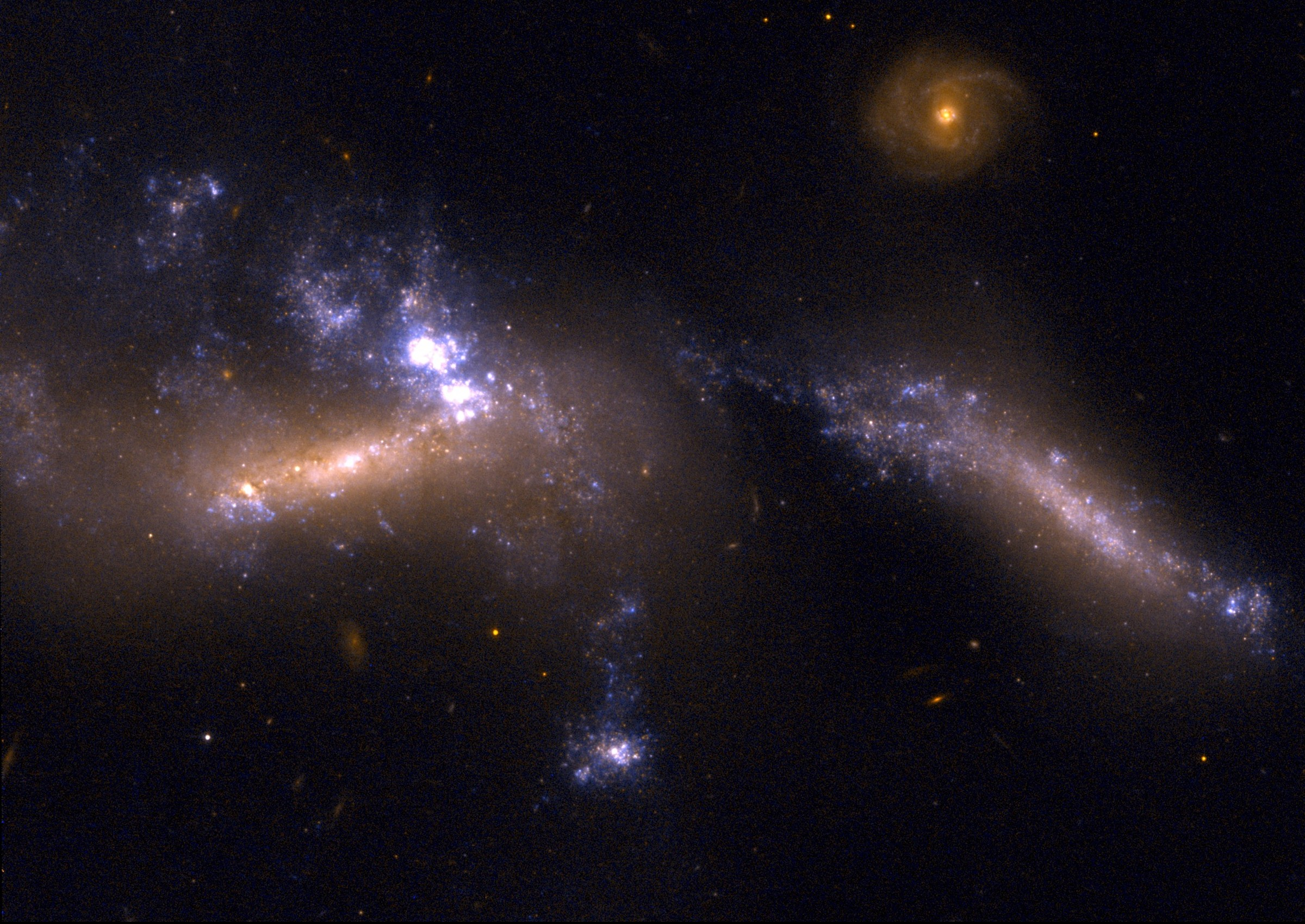
HCG 31 تلسكوب هابل الفضائي.
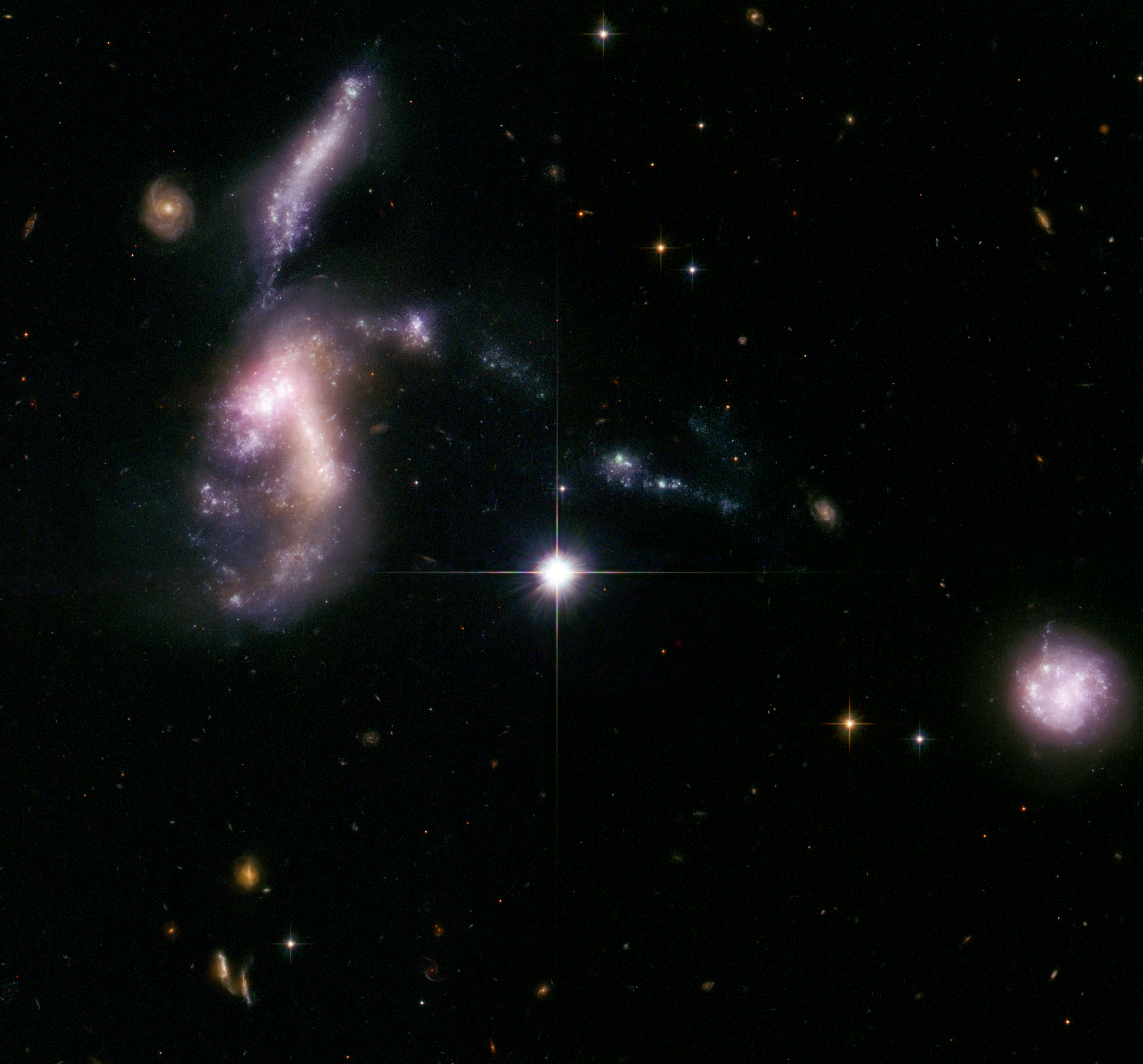
HGC 31.
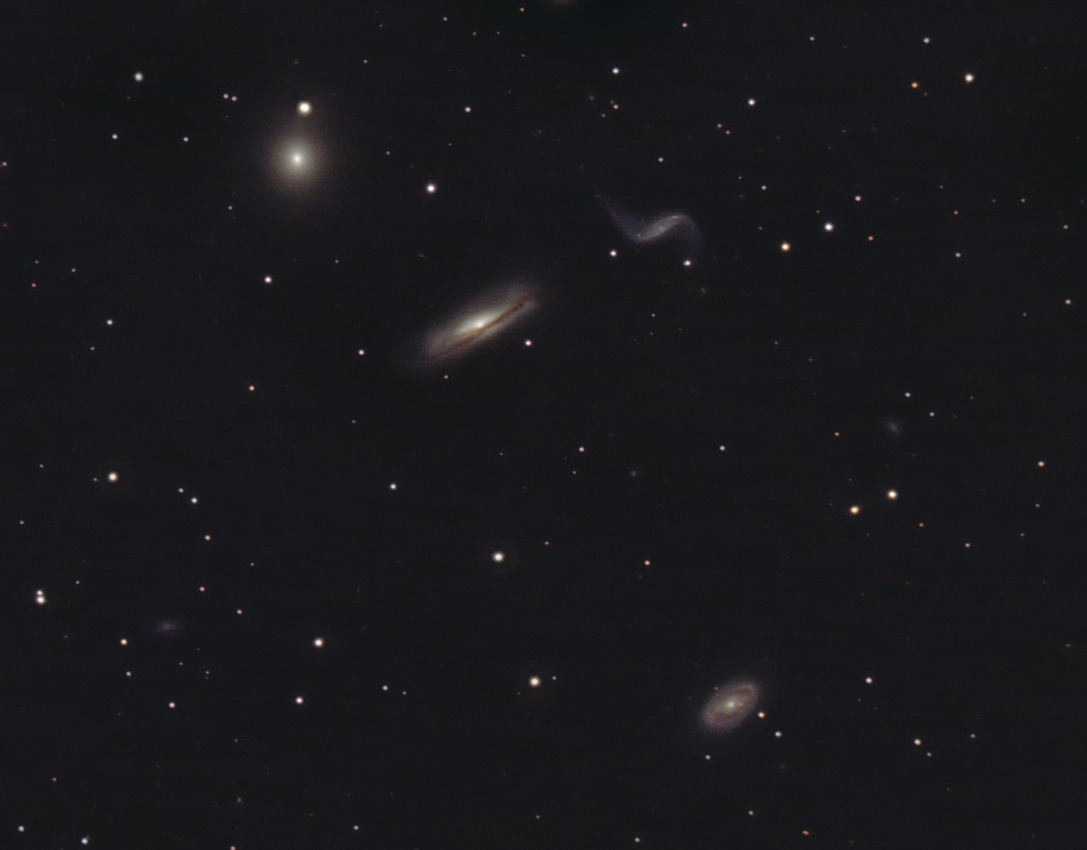
HCG 44 تصوير هنتر ويلسون.

## وصلات خارجية
- صورة اليوم الفلكية - Galaxy Group Hickson 31 - 22 February 2010
- GALEX: Stephan's Quintet and NGC 7331